# خورشیدی‌ها

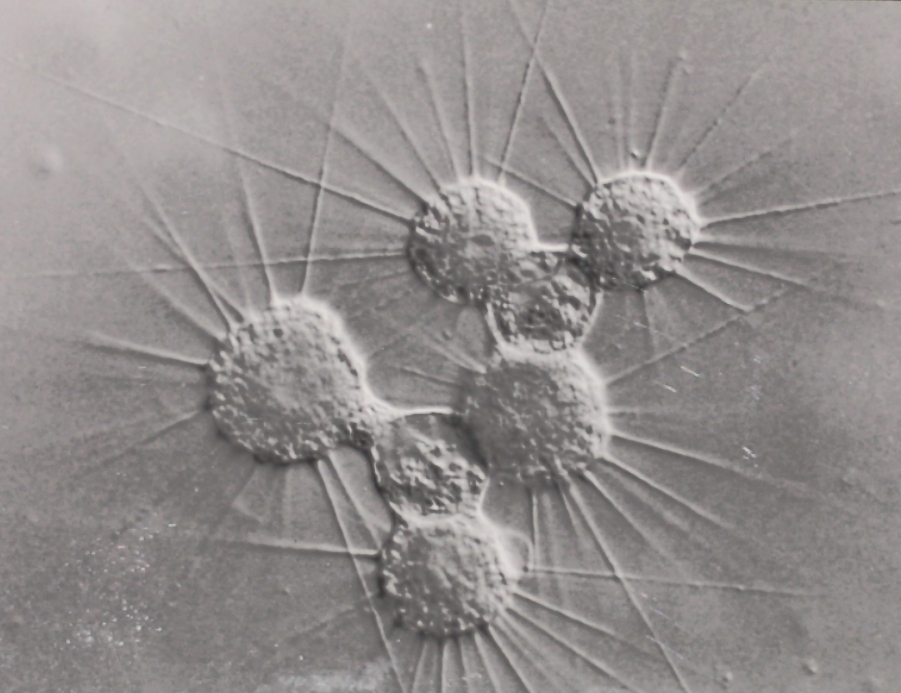
تک یاخته ای هایی که به دلیل شکل ظاهرشان به خورشیدی معروف شده اند

خورشیدی‌ها (Heliozoa) تک‌یاخته‌هایی دارای پای کاذب هستند که در گذشته به عنوان یک خانواده آغازیان درنظرگرفته می‌شدند اما امروزه مشخص شده است که یک آرایه علمی ندارند بلکه گروه چندنیا هستند و هر یک از گونه‌ها، منشاء متفاوتی دارد.
مانند:
- اکتینفرید (اکنون در ناجورتاژکان)
- Centrohelida ( برخی در هکروبیا قرار می‌دهندش)
- Desmothoracida, Heliomonadida/Dimorphida  و Gymnosphaerida (اکنون در ریزاریا> دنبی‌زیان)
- Taxopodida> Sticholonche (اکنون در ریزاریا> شعاعیان)
- Pedinellid (اکنون در ناجورتاژکان)
- Rotosphaerida (اکنون در پشت‌تاژکان> Nucleariida)